# Jean Améry
Pour les articles homonymes, voir Améry, Hans Mayer et Mayer.

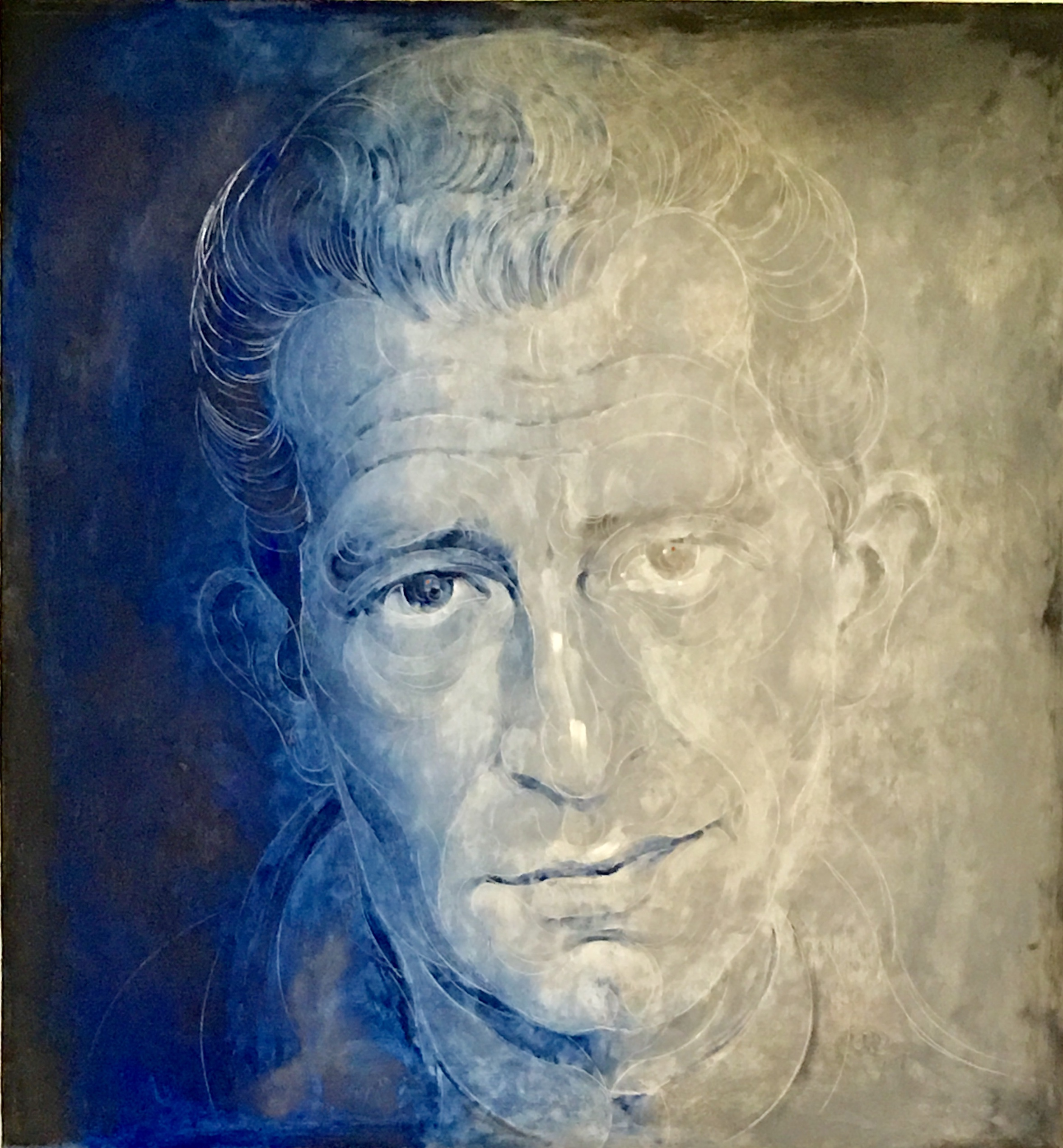
Jean Améry (Hans Mayer) par Félix De Boeck 1951

Hans Chaim Mayer, alias Jean Améry, est un écrivain et essayiste autrichien né à Vienne le 31 octobre 1912 et mort à Salzbourg (suicide) le 17 octobre 1978.

## Biographie
Né à Vienne, capitale de l'Empire austro-hongrois, Hans Mayer est issu d'une double culture : son père est juif et sa mère catholique, avec des origines juives. Son père meurt lors de la Première Guerre mondiale. Il est éduqué en catholique par sa mère. Il retourne à Vienne en 1926 et commence des études qu'il ne termine pas. En 1930, il commence à travailler sous la direction de Léopold Langhammer comme bibliothécaire dans une université populaire.
À ce moment-là, Hans Mayer, élevé dans la religion catholique donc, est pétri des valeurs traditionnelles autrichiennes. Il ignore les créations avant-gardistes et de gauche pourtant abondantes dans Vienne à cette époque. Élevé en province, il aime la littérature de terroir populaire. Il parle d'ailleurs le patois tyrolien. Il commence à écrire des romans (Le Pont, et en 1935, Les Naufragés).
Il émigre au moment de l'Anschluss en 1938 en Belgique où il milite. Il est arrêté et enfermé à deux reprises. Après l'invasion allemande, il est emprisonné dans le camp de concentration de Gurs, dans le sud de la France. Il est arrêté par la Gestapo en juillet 1943 du fait de ses activités dans la Résistance belge. Torturé au fort de Breendonk, il est ensuite déporté à Auschwitz-Monowitz en raison de ses origines juives.
Après la guerre, il gagne sa vie en écrivant des articles pour une agence de presse suisse. Le procès pour crime contre l'humanité des SS ayant sévi à Auschwitz, qui a lieu à Francfort entre 1963 et 1965, lui permet de rompre « l'obscur envoûtement qui le paralysait »[réf. nécessaire]. Il couche par écrit son témoignage et ses réflexions dans un célèbre essai paru en 1966 en Allemagne : Par delà le crime et le châtiment. Cet ouvrage, qui se veut une description de « la situation de l'intellectuel dans un camp de concentration », utilise l'introspection et l'observation de ses propres expériences psychiques pour faire de l'écriture un processus d'exploration des effets de la barbarie sur la victime qui y est livrée.
L'intellectuel juif de langue allemande exilé devient une référence morale. Les essais Du vieillissement (1968) et Porter la main sur soi (1976) rencontrent un lectorat important. Améry se montre très critique envers ceux qui pardonnent et ceux qui oublient. Selon lui, si la culture occidentale veut tirer la leçon de ses erreurs, elle doit analyser celles-ci dans le cadre de la morale dont elle se prévaut ; c’est alors seulement que le vécu des victimes pourrait trouver un sens.
Cet esprit solitaire, très proche de la poétesse, romancière et essayiste autrichienne Ingeborg Bachmann et de l'ecrivain Günther Anders, se suicide en 1978 dans un hôtel de Salzbourg.
Primo Levi, dans son livre Les Naufragés et les Rescapés (1986), reprend pour un chapitre où il fait une référence constante à Améry, le titre d'un de ses essais, L'Intellectuel à Auschwitz.

### Œuvres
- Par-delà le crime et le châtiment - Essai pour surmonter l'insurmontable, Arles, Actes Sud, 1995 [éd. originale 1966]
- Du vieillissement, Paris, Payot, 1991 [1968] ; rééd. Petite Bibliothèque Payot, 2009
- Lefeu ou : la Démolition, Arles, Actes Sud, 1996 [1974]
- Porter la main sur soi - Du suicide, Arles, Actes Sud, 1999 [1976]
- Charles Bovary, médecin de campagne. Portrait d'un homme simple, roman/essai traduit de l'allemand par Françoise Wuilmart, postface d'Irène Heidelberger-Leonard; Arles, Actes Sud, 1995 [1978]
- Les Naufragés, Arles, Actes Sud, 2010 [1935] ; rééd. Les Belles Lettres, coll. Domaine étranger, Paris, 232 p., 2025  (ISBN 978-2251456539)
- « L’homme enfanté par l’esprit de la violence » [1969], traduit de l'allemand par Julie-Françoise Kruidenier et Adrian Daub, dans Les Temps modernes, Gallimard, 2006/1, no 635-636 sur Cairn.info.
- Le Nouvel antisémitisme, posthume, préface d'Eva Illouz, avant-propos d'Alvin H. Rosenfeld, postface d'Irene Heidelberger-Leonard, traduit de l’allemand et de l’anglais par Dominique Tassel et Élie Tassel, Paris, Les Belles Lettres, coll. Le goût des idées, 132 p., 2025  (ISBN 978-2251456508)

### Biographies et études
- Irène Heidelberger-Leonard, Jean Améry, Arles, Actes Sud, 2007
- Sous la direction de Jürgen Doll, Jean Améry (1912-1978). De l'expérience des camps à l'écriture engagée, Paris, L'Harmattan, 2006
- Anne Henry, Shoah et Témoignage. Lévi face à Améry et Bettelheim, Paris, L'Harmattan, 2005
- W. G. Sebald, « Avec les yeux de l’oiseau de nuit : sur Jean Améry » In Campo Santo, p. 143-162 : traduit de l’allemand par Patrick Charbonneau et Sibylle Muller : Titre original : Campo Santo : Actes Sud, 2009 pour la traduction française.  (ISBN 978-2-7427-8080-8)
- 2009: «El síndrome de Al-Andalus. Relatos de expoliación y violencia política», en J. Casquete (ed.), Comunidades de muerte, Barcelona, Anthropos, págs. 19-54; “La razón desposeída de la víctima. La violencia en el País Vasco al hilo de Jean Améry”, Bilbao, Cuadernos Escuela de Paz.